# Smiljka Bencet-Jagarić
Smiljka Bencet-Jagarić (Novi Sad, 11. lipnja 1934. – Zagreb, 31. ožujka 2023.) bila je hrvatska kazališna, televizijska i filmska glumica, najpoznatija po ulozi Regice Katalenić iz kultnih TV serija "Gruntovčani" i "Mejaši", Mace iz serije "Inspektor Vinko", te Kate Barulek iz serije "Dirigenti i mužikaši".

## Životopis
Rođena kao Smiljka Bencet u Novom Sadu. Otac joj je iz Gradečkog Pavlovca kod Vrbovca, a majka iz Varaždina. Njeni roditelji vjenčali su se u Varaždinu i potom odselili u Novi Sad, jer je otac tamo dobio posao kao radiotelegrafist u zračnoj luci.
Supruga je Vladimira Jagarića.
Završivši u Zagrebu Zemaljsku glumačku školu, glumila je u varaždinskom HNK-u, pa u kazalištima u Bjelovaru i Karlovcu te u splitskom HNK-u. Od 1965. je u Zagrebu koji je od tad njeno stalno boravište. Glumila je u kazalištu Komedija sve do umirovljenja 1991. godine.
Odigrala je 131 ulogu u više od tri tisuće predstava. U kazalištu je poznata po ulogama Ann Boleyn, Cesarčeve Tonke i Petronile Brezovačkog.
Najpoznatija joj je televizijska uloga Regice u Gruntovčanima i Mejašima, koja je obilježila njezinu karijeru. Do uloge je došla igrom slučaja. Glumica za koju je ta uloga bila predviđena Nela Eržišnik razboljela se, zbog čega je trebalo naći zamjenu. Šermentovi su se sjetili Smiljke Bencet-Jagarić i nazvali ju u 11 navečer. Na suprugov savjet prihvatila je ulogu.
Preminula je 31. ožujka 2023. u KBC Zagreb na odjelu Rebro, nakon što joj je pozlilo.

## Filmografija

### Televizijske uloge
- "Policijske priče" (2011.)
- "Stipe u gostima" kao kumica (2010.)
- "Bibin svijet" kao gospođa Štefica (2006.)
- "Odmori se, zaslužio si: Božićni specijal" kao spremačica (2005.)
- "Naša kućica, naša slobodica" (1999.)
- "Dirigenti i mužikaši" kao Kata Barulek (1990.)
- ”Neuništivi” kao Regica Katalenić (1990.)
- "Inspektor Vinko" kao Maca (1984. – 1985.)
- "Nepokoreni grad" (1982.)
- "Punom parom" kao kućna pomoćnica Štefica (1980.)
- "Gruntovčani" kao Regica Katalenić (1975.)
- "U registraturi" kao Jeluša (1974.)
- "Mejaši" kao Regica Katalenić (1970.)
- "Sumorna jesen" kao žena u crnini (1969.)

### Filmske uloge
- "Orao" kao čistačica (1990.)
- "Tečaj plivanja" (1988.)
- "Češalj" kao Katica Kunstek (1983.)
- "Vlakom prema jugu" kao susjeda (1981.)
- "Kuća" kao Mara (1975.)
- "Luda kuća" (1972.)
- "Kolinje" kao Regica (1970.)

## Vanjske poveznice
- Smiljka Bencet u internetskoj bazi filmova IMDb-u (engl.)